# Шевченкіана Олега Шупляка
Шевченкіана Олега Шупляка — роботи з серії «Двовзори» українського художника, заслуженого художника України Олега Шупляка.

## Історія створення
Свою першу картину на шевченківську тематику з подвійним змістом Олег Шупляк намалював у 1991 році.
|                                     | Йшов 1991 рік, Україна тоді здобувала незалежність. Все довкола, навіть, здавалося, природа, дихало почуттям патріотизму. Хотілося намалювати картину, де було б усе — і дніпровські кручі, і кобзар, і незримий, але присутній образ Тараса. Я розглядав скульптуру Тараса Шевченка і у світлотіньовому поєднанні побачив майбутню картину. Так я вперше застосував цей прийом |
| — український художник Олег Шупляк, | |

2013-го художник переміг на Всеукраїнському відкритому конкурсі на найкращий ескіз логотипа з відзначення 200-річчя від дня народження Тараса Шевченка. Цей логотип був на сітілайтах у Києві на Майдані під час Революції гідності.
Також під час Революції гідності у Києві для оформлення сцени використали зображення картини Олега Шупляка «Борітеся — поборете!». Це зображення було на 12-метровому банері.
Виставки-шевченкіани (авторські репродукції) Олега Шупляка діють у музеї «Батьківщина Т. Шевченка» у селі поета Шевченкове на Черкащині, у міському відділі культури в Авдіївці на Донеччині. Картини-ілюзії з портретом Тараса Шевченка знаходяться у колекції Національного музею Тараса Шевченка у Києві, а також у постійній експозиції наукового центру Онтаріо в Канаді.
Ілюстрації з портретом Шевченка використані у статтях, журналах, книжках, в тому числі у підручниках університетів Кембриджа та Оксфорда.

## Перелік творів
| №  | Назва                           | Опис | Техніка       | Розміри (см) | Дата | Примітки    |
| -- | ------------------------------- | --- | ------------- | ------------ | ---- | ----------- |
| 1. | «Кобзар» (Портрет Т. Шевченка)  | | олія, картон  | 50 х 38      | 1992 | [ 1 ] [ 3 ] |
| 2. | «Мені тринадцятий минало»       | «Мені тринадцятий минало. Я пас ягнята за селом. Чи то так сонечко сіяло, Чи так мені чого було? Мені так любо, любо стало, Неначе в Бога......» Т. Шевченко | олія, полотно | 75 х 55      | 2009 | [ 1 ] [ 4 ] |
| 3. | «Коліївщина»                    | «...дух, що тіло рве до бою, ... {}Він не вмер, він ще живе! Хоч від тисяч літ родився, Та аж вчора розповився І о власній силі йде. І простується, міцніє, І спішить туди, де дніє; Словом сильним, мов трубою, Міліони зве з собою, — Міліони радо йдуть, Бо се голос духа чуть!» І. Франко | олія          | 80 х 140     | 2011 | [ 1 ] [ 5 ] |
| 4. | «Дух свободи»                   | | олія, полотно | 70 х 53      | 2012 | [ 1 ] [ 6 ] |
| 5. | «Реве та стогне Дніпр широкий!» | | олія          | 48 х 66      | 2014 | [ 2 ] [ 7 ] |
| 6. | «Тече вода з-під явора...»      | «Тече вода з-під явора Яром на долину. Пишається над водою Червона калина.» Т. Шевченко | акрил         |              | 2016 | [ 2 ] [ 8 ] |
| 7. | «Тополя»                        | | акрил         |              | 2018 | [ 2 ] [ 3 ] |
| 8. | «Наша дума, наша пісня»         | | акрил         |              | 2018 | [ 9 ]       |

## Відзнаки
У 2013 році став лавреатом Тернопільської обласної премії імені Михайла Бойчука за цикл робіт, присвячених Тарасові Шевченку.